# Ouilly-le-Vicomte
Ouilly-le-Vicomte è un comune francese di 854 abitanti situato nel dipartimento del Calvados nella regione della Normandia.

## Società

### Evoluzione demografica
Abitanti censiti